# Rathaus (Bad Karlshafen)

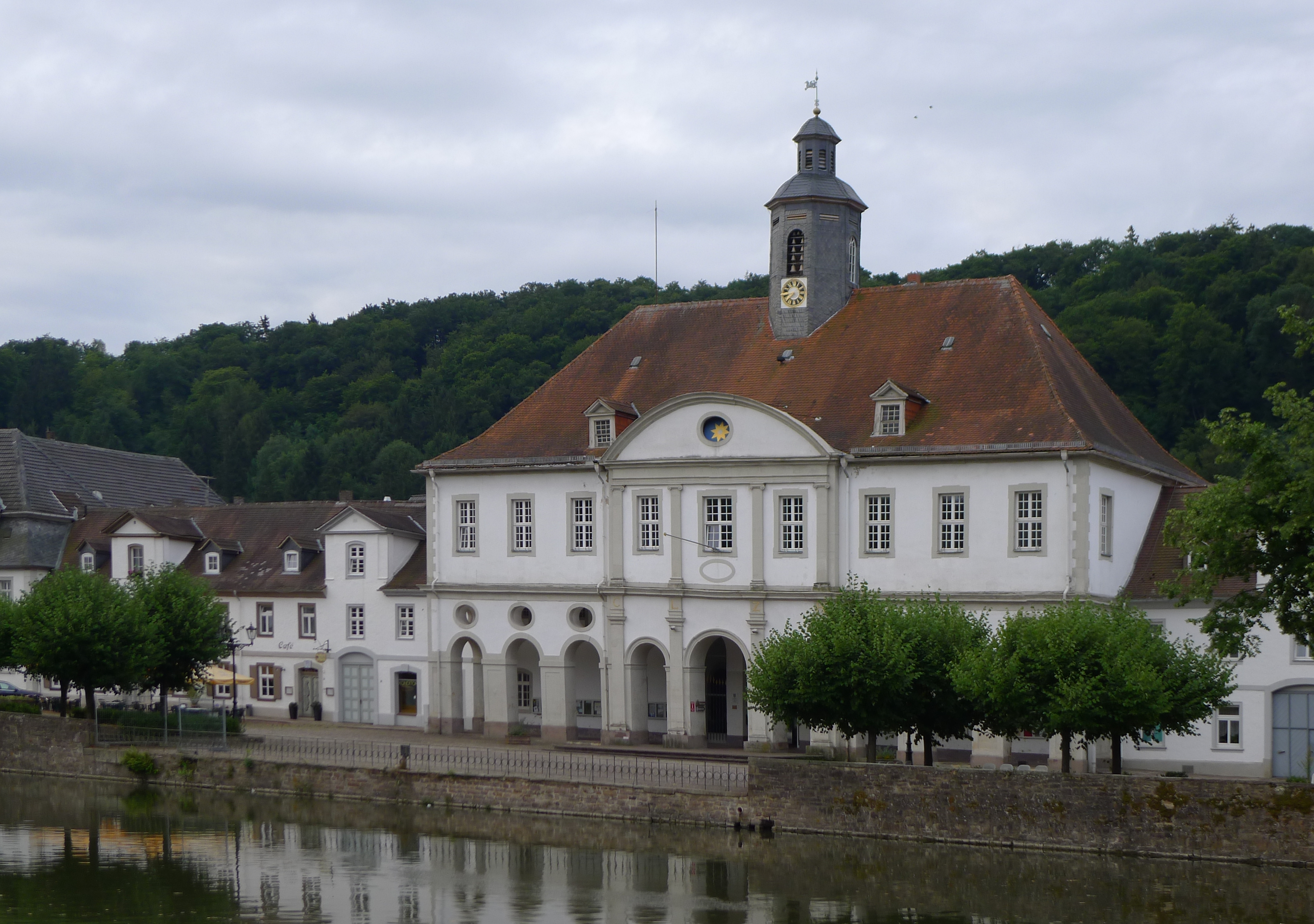
Rathaus in Bad Karlshafen

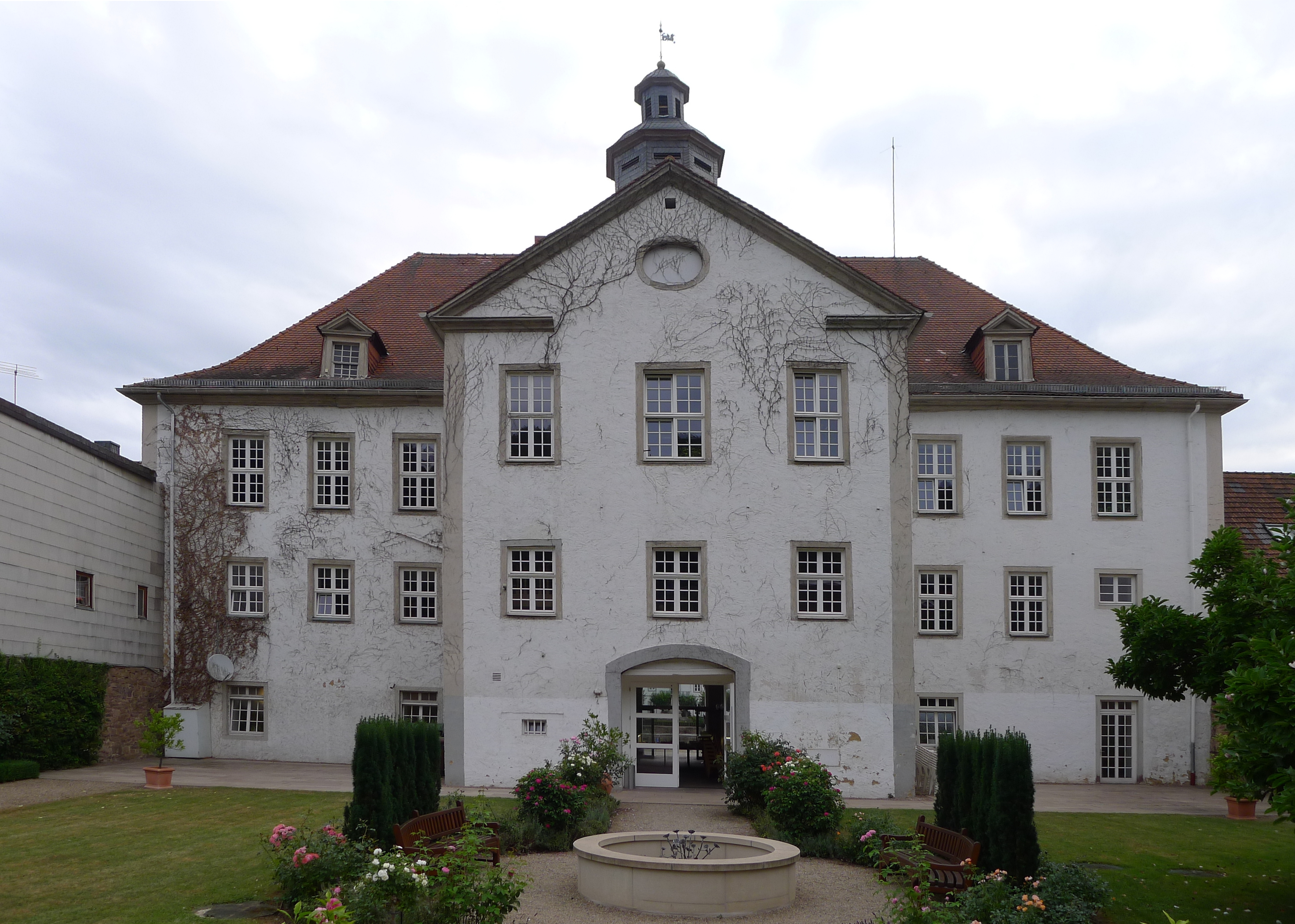
Hofansicht

Das Rathaus in Bad Karlshafen, einer Kurstadt im Landkreis Kassel in Nordhessen, wurde von 1715 bis 1718 errichtet. Das ehemalige Hafenpackhaus und seit 1920 Rathaus am Hafenplatz 8 ist ein geschütztes Kulturdenkmal.
Das Obergeschoss diente ursprünglich als Ratssaal und als Wohnung für den Landgraf Karl (1744–1836). 
Der zweigeschossige Bau mit Walmdach, der einem Mittelteil eines typisch deutschen Barockschlosses ähnelt, ist in seiner ganzen Breite mit einem Laubengang ausgestattet. Darüber ist ein Mezzaningeschoss mit ovalen Fenstern. Der polygonale Dachreiter wird von einer Welschen Haube und einer Laterne bekrönt. 
Der dreiachsige Mittelrisalit wird von einem Segmentbogengiebel mit Ochsenauge abgeschlossen. Die Pilastergliederung des Erdgeschosses entspricht der toskanischen Ordnung, im Obergeschoss ist die ionische Ordnung zu sehen. Die plastische Gliederung ist in Sandstein ausgeführt.
Hinter dem Mittelrisalit ist eine quadratische Eingangshalle mit toskanischen Säulen. Der breite Treppenaufgang aus Holz führt zu niedrigen kreuzgewölbten Räumen. 
Im Obergeschoss wurde der quadratische Saal mit Spiegeldecke von Andrea Gallasini (1681–1766) mit Stuckverzierung ausgeschmückt.